# Calle del Laurel (Logroño)

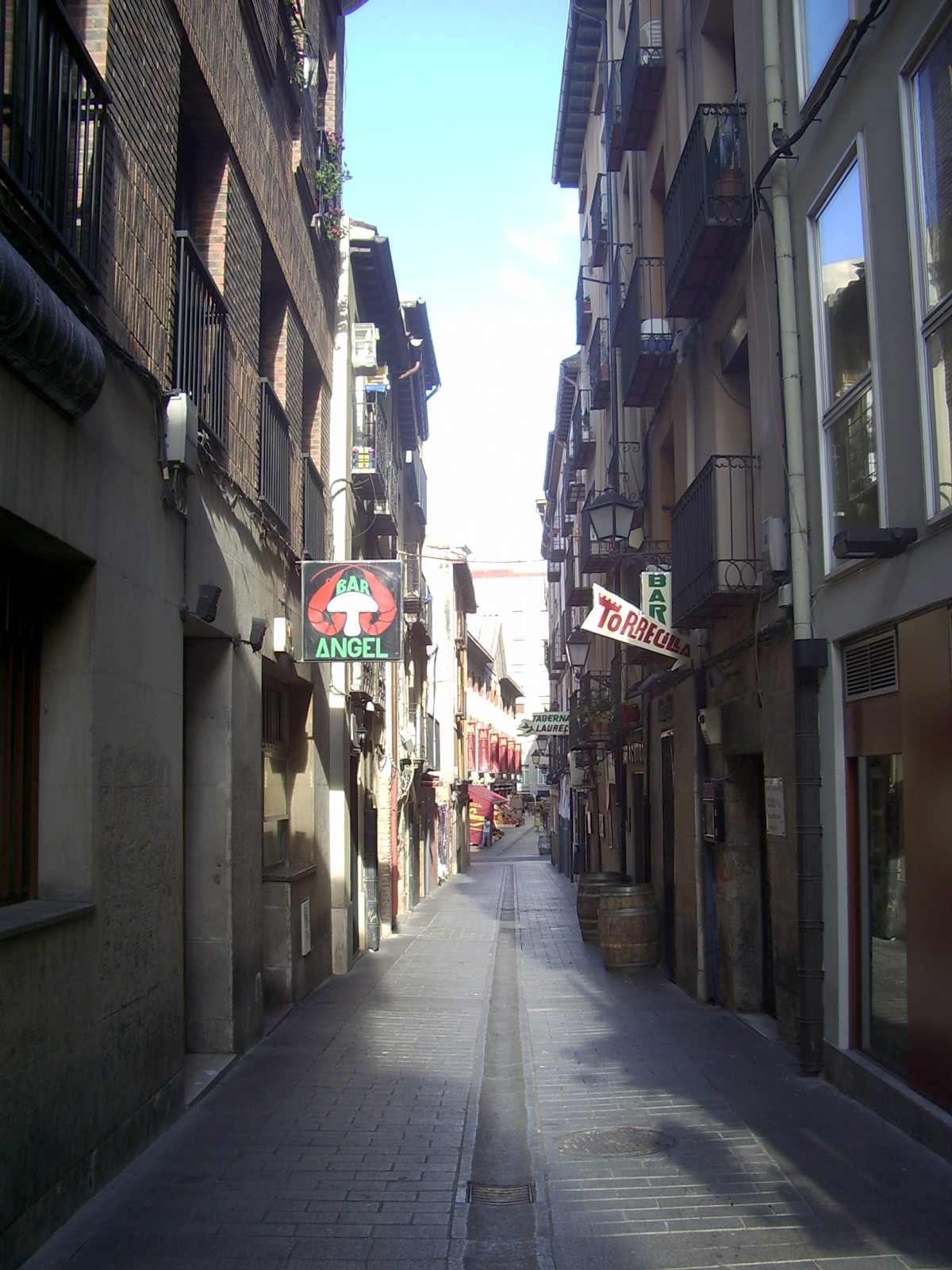
La calle Laurel, en un raro momento de tranquilidad.

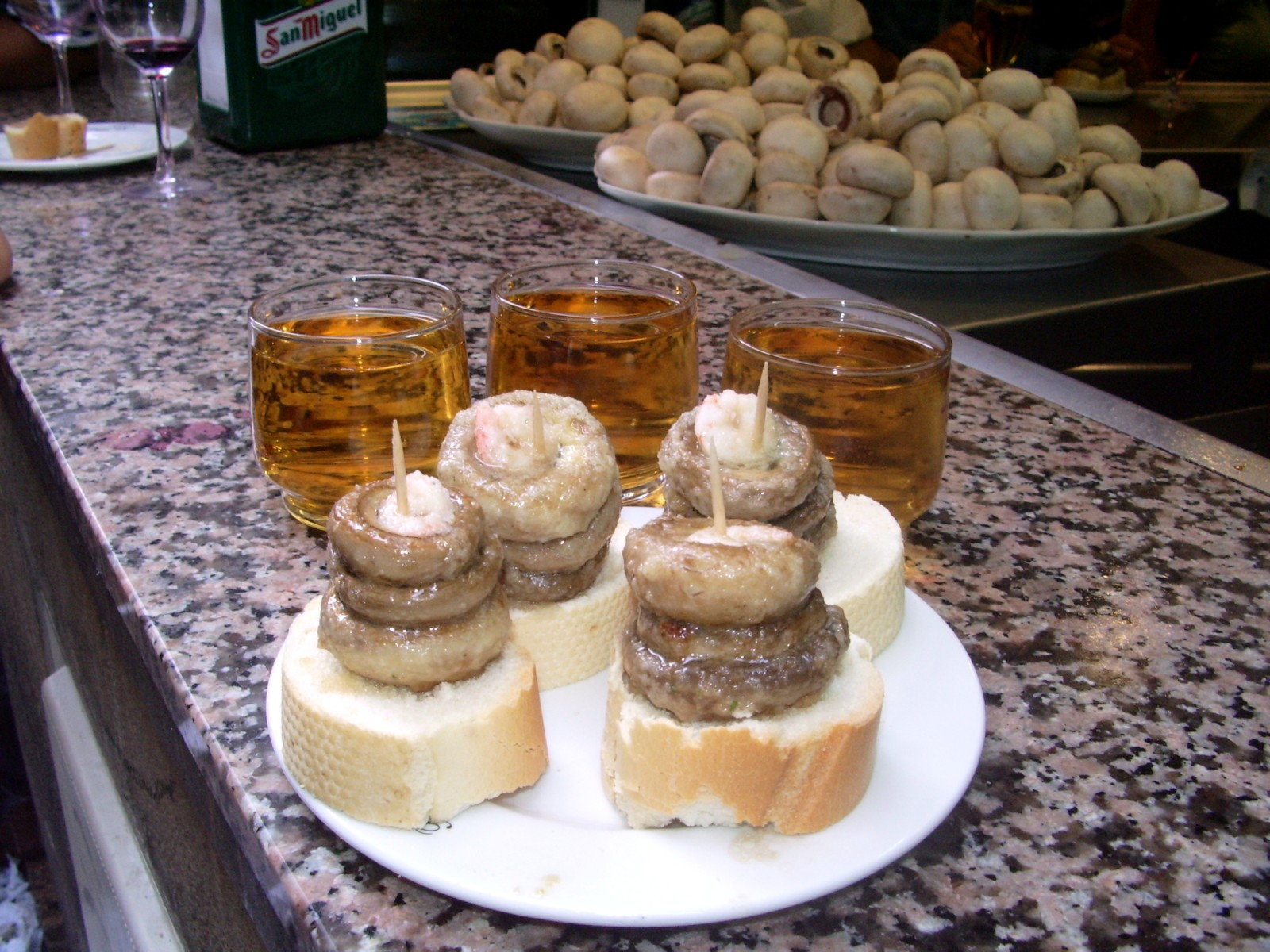
Champiñones (conocidos popularmente como «champis») servidos como pincho en un bar de esta calle.

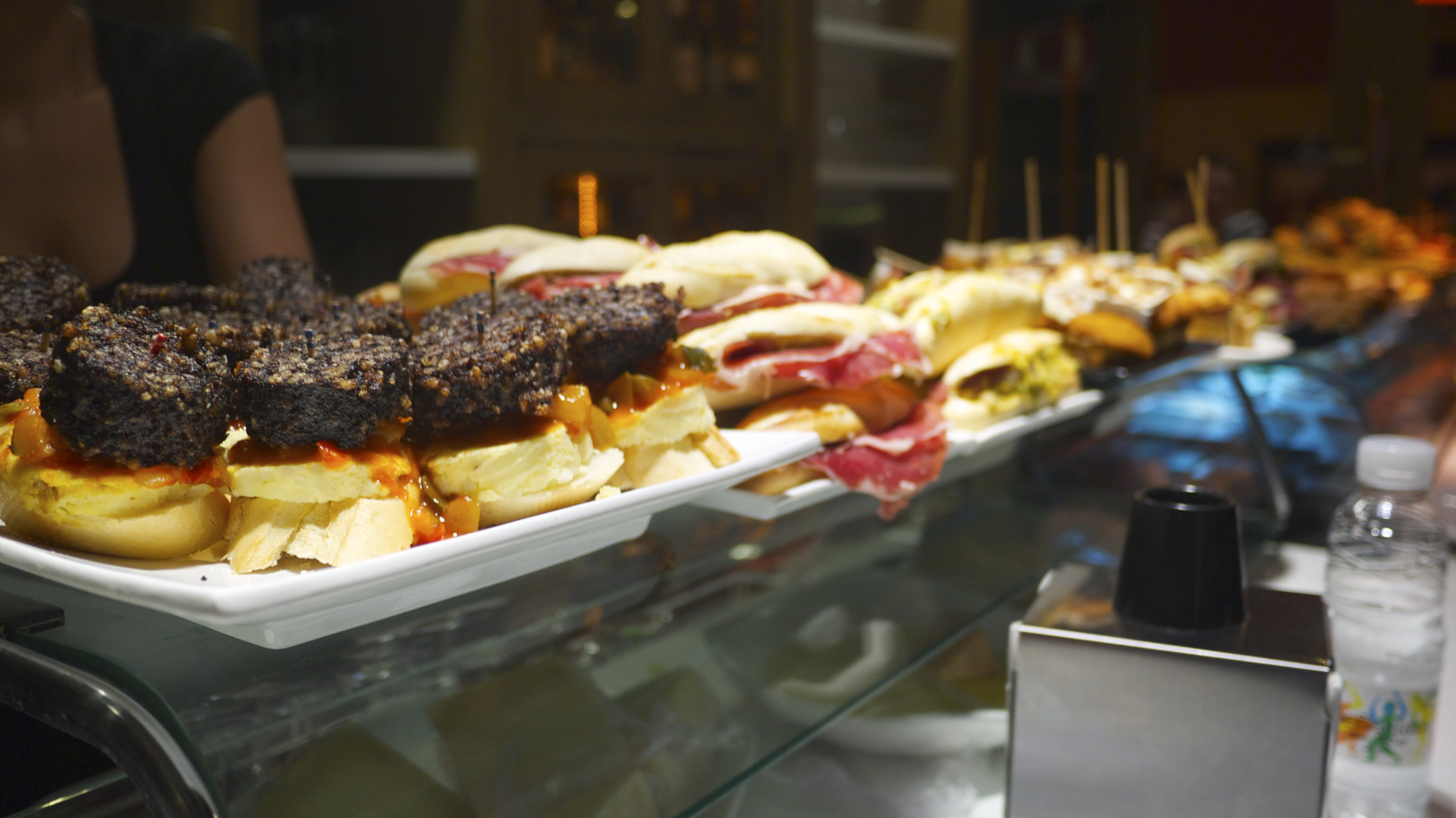
Pinchos en un bar de la calle.

La Calle del Laurel (conocida como Calle Laurel) es una de las calles del casco antiguo de Logroño (La Rioja, España), famosa por ser un lugar típico de tapeo de la ciudad.

## Situación
La calle se encuentra en pleno centro histórico de la ciudad, cerca del Paseo del Espolón y la concatedral. El acceso a la misma se realiza desde las calles Capitán Gallarza, Albornoz y Travesía del Laurel.

## Historia
Esta calle discurre paralela a la cercana calle Bretón de los Herreros, por donde se levantaban las antiguas murallas de Logroño hasta su demolición en 1862. A partir de esa fecha, se reconstruyen las casas colindantes, que forman hoy en día la actual calle Laurel.
Hasta finales del siglo XIX, dicha calle no tuvo acceso a Bretón de los Herreros, por lo que los vecinos debían realizar un largo paseo para acceder a ella. El 11 de mayo de 1878 se declaró «de utilidad pública» el derribo del edificio que hoy se encontraría en la travesía del Laurel gracias a las quejas de los vecinos, por lo que la calle tuvo al fin acceso al Muro de Bretón de los Herreros. Gracias a este derribo surgió el bar más antiguo de Logroño, el Blanco y Negro, que hoy en día sigue siendo uno de los referentes de la calle.

## Hostelería y gastronomía
En los poco más de 200 metros que forman esta calle y sus alrededores están establecidos más de 65 bares y restaurantes, ofreciendo todos ellos distintas tapas, más conocidas en La Rioja y otras zonas del norte de España como pinchos.
A diferencia de otras zonas gastronómicas de los alrededores, la costumbre es que en cada bar se ofrezcan una o dos especialidades, desde las más típicas como son el champiñón, la seta, el pincho moruno, la tortilla de patatas, los embuchados, la oreja de cerdo o las patatas bravas, hasta otras con nombre propio como el «matrimonio», el «cojonudo», los «rotos», el «tío Agus», el «zorropito» o el «triskel», siempre acompañadas por el vino de la región: el Rioja.

## Curiosidades
A la zona de pinchos compuesta por esta calle, sus aledañas Albornoz, San Agustín y Travesía del Laurel, y la vecina Calle San Juan, se las conoce popularmente como «la senda de los elefantes», ya que se dice que todo el que entra sale con trompa y a cuatro patas. Existe un folleto con este título editado por la oficina de turismo en que se describen los establecimientos hosteleros de la zona.